# Maladie de Gumboro

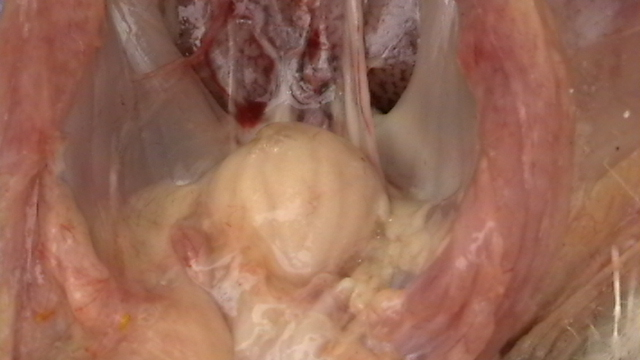
Bourse de Fabricius élargie présentant un oedème dû a la maladie de Gumboro

La maladie de Gumboro ou bursite infectieuse est une maladie virale contagieuse aviaire. Elle touche les oiseaux sur l'ensemble de la planète. Son effet économique dans le monde est considérable. Il existe des vaccins qui doivent être administrés à la femelle puis aux poussins avant 18 jours. Ces vaccins sont inefficaces contre la souche aiguë.
La maladie peut prendre trois formes : une forme aiguë, une forme subclinique et une forme immunodépressive. Cette maladie peut être fatale à la poule domestique. La maladie peut tuer 50 % des effectifs d'un poulailler en deux ou trois jours mais ne dure pas plus de 8 jours pour les rescapés. Cette maladie est causée par un Avibirnavirus de la famille des Birnaviridæ qui touche les lymphocytes B de la bourse de Fabricius. C'est un virus à ARN bisegmenté très résistant. Plusieurs espèces, que ce soit des gallinacés ou des rongeurs, peuvent être porteurs sains.
Les symptômes sont des diarrhées et des lésions à la bourse de Fabricius. Lorsque la maladie prend la forme aiguë, elle est plus difficile à diagnostiquer. Cette forme est due à une souche hypervirulente. Les oiseaux sont prostrés, frileux, anorexiques et ont de la diarrhée.
Cette maladie est plus particulièrement mortelle pour les jeunes poulets de moins de 28 jours : les chances de survie sont quasi nulles. Celles-ci augmentent avec l'âge, la forme de la maladie devenant moins grave.

## Histoire
Cette maladie a été découverte à Gumboro, une petite commune du Delaware en 1962.